# 카펠레술타보
카펠레술타보(이탈리아어: Cappelle sul Tavo)는 이탈리아 아브루초주 페스카라도에 위치한 코무네다.

## 역사
카펠레술타보는 1906년 이후에 코무네의 지위를 얻게 되었다. 그 이전에는 몬테실바노의 일부 지역으로 있었다.